# Ян Владислав Вось
Ян Владислав Вocь (польск. Jan Władysław Woś; Варшава, 19 апреля 1939) ― польский историк, профессор, эссеист, писатель
, библиофил и коллекционер.

## Биография
В 1967 окончил философский факультет Варшавского Университета с дипломной работой о Данте Алигьери. Затем учился в Милане, Лёвене, Флоренции, Пизе, Неаполе, Бонне и Хайдельберге.
Был профессором Истории Восточной Европы в Пизанском Университете (1976—1987), Хайдельберге (1985—1986), Тренто (1987—2009) и Венеции (1990—1991). Участвовал в антропологических экспедициях Африку и Амазонию.
Выполнил исследования по истории Польши в XVI веке, истории Церкви и польско-итальянским отношениям. В 1987 получил итальянское гражданство. В 2002 ему была присвоена honoris causa Польским Университетом За границей (Polish University Abroad) в Лондоне.
Член Société Historique et Littéraire Polonaise de Paris и Polskie Towarzystwo Naukowe na Obczyźnie (Polish Society of Arts and Sciences Abroad) в Лондоне. Его обширная коллекция включает гравюры по теме Польши, пергаменты (датируемые с X по XVI век) и географические карты Польши.
С сентября 1955 ведёт дневник, из которого были опубликованы несколько частей.
С 2008 на пенсии. В том же году начал писать рассказы, исторические эссе и статьи о выставках, публиковавшиеся в основных польских литературных журналах.
Написал воспоминания о своих школьных годах периода 1954—1958.
Собрание его рассказов, вместе с автобиографическими текстами, было опубликовано в 2012.
Живёт в Италии.